# Barypenthus rufipes
Barypenthus rufipes är en nattsländeart som beskrevs av Hermann Burmeister 1839. Barypenthus rufipes ingår i släktet Barypenthus och familjen böjrörsnattsländor. Inga underarter finns listade i Catalogue of Life.